# Franz Brand
Franz Brand (ur. 29 września 1806 w Sowinie, zm. 1 czerwca 1878 w Nowej Rudzie) – niemiecki duchowny katolicki, wielki dziekan kłodzki i wikariusz arcybiskupi dla wiernych hrabstwa kłodzkiego od 1869 r.

## Życiorys

### Dzieciństwo i wykształcenie
Urodził się w Sowie, koło Nowej Rudy. Jego rodzicami byli młynarz Anton Brand i Rosalia z domu Spitzer. Uczęszczał do szkoły elementarnej w Sokolcu, a po jej ukończeniu w 1819 r. do gimnazjum w Kłodzku. W związku z dosyć daleką odległością do swojego domu rodzinnego zamieszkał w konwikcie. Po ukończeniu tej szkoły udał się na studia teologiczne do Wrocławia, które ukończył w 1831 r. otrzymując święcenia kapłańskie w katedrze wrocławskiej św. Jana Chrzciciela.

### Praca duszpasterska
Następnie powrócił na ziemię kłodzką i podjął pracę duszpasterską, najpierw jako wikary w Ludwikowicach Kłodzkich, a potem w Nowej Rudzie. W 1848 r. został wyznaczony przez wielkiego dziekana kłodzkiego, ks. Antona Ludwiga, na stanowisko proboszcza noworudzkiego. Było to odpowiedzialne zadanie, ponieważ w tym czasie parafia noworudzka była największa na terenie dekanatu, a liczba jej wiernych stale rosła. W 1849 r. został inspektorem szkolnym powiatu noworudzkiego.

### Wybór na wielkiego dziekana
Po śmierci ks. Ludwiga w 1869 r., praska kuria powołała go na urząd wielkiego dziekana kłodzkiego wikariusza arcybiskupiego dla wiernych hrabstwa kłodzkiego z prawem noszenia infuły i pektorału. Na okres sprawowania przez niego tej funkcji przypadł trudny czas walki z Kościołem katolickim w Niemczech – Kulturkampf.

### Prześladowania w okresiekulturkampfu
W 1871 r. Reichstag uchwalił prawo pozwalające karać duchownych za niezgodne z prawem wypowiedzi publiczne („paragraf kazalnicy”). Rok później zakazano księżom katolickim sprawowania funkcji inspektorów szkolnych, co dotknęło także Branda. Władze państwowe wprowadziły też kontrolę nad obsadą stanowisk kościelnych i kształceniem księży. Nowa polityka władz utrudniała sprawowanie funkcji wielkiego dziekana przez Branda, który był prześladowany w tym okresie.
W 1874 r. został oskarżony o samowolne nominacje proboszczów, za co został ukarany grzywną 400 talarów, zapłacenia której odmówił. W związku z tym zlicytowano jego majątek osobisty. Dzięki wsparciu parafian i wiernych z całego dekanatu udało się go odkupić. W 1875 r. ponownie stanął przed sądem za nominację nowego proboszcza radkowskiego po śmierci jego poprzednika.

### Śmierć
Zmarł 1 czerwca 1876 r. w Nowej Rudzie i został pochowany na miejscowym cmentarzu komunalnym.